# Mark 12 (核爆弾)
Mark 12はアメリカ合衆国が開発した核爆弾。それまでのものと比較して、大幅な軽量化がなされた核爆弾であり、1954年から1957年にかけて生産され、1962年まで配備されていた。
起爆方式はインプロージョン方式を採用しており、92個の爆縮レンズが使用されている。また、タンパーにベリリウムを使用した初の核兵器と推測されている。
前作で、同様のインプロージョン方式の戦術核兵器であるMark 7と比較し、重量は40%軽くなり、直径も22インチまで縮小されている。Mark 12の大きさは直径22インチ、長さ155インチであり、重量は1,100から1,200ポンド、核出力は12から14キロトンであった。形状は流線形で機外搭載用に後部に4枚の安定翼がつけられている。信管は時限および触発が用意された。
同等の弾頭部を用いてタロス艦対空ミサイル向けにW12核弾頭の開発計画があったが、これは1955年に開発中止となり実用化まで至らなかった。

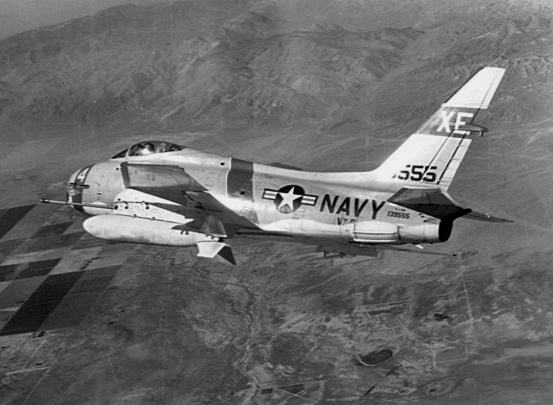
Mark 12 (shape)を搭載した北米のFJ-4 Fury